# دونكيرك (ماريلند)
دونكيرك (بالإنجليزية: Dunkirk CDP, Maryland)‏ هي منطقة سكنية تقع بولاية ماريلند في الولايات المتحدة. تبلغ مساحتها 19.0 كم2، وترتفع عن سطح البحر 37 م، بلغ عدد سكانها 2,520 نسمة في عام 2010 حسب إحصاء مكتب تعداد الولايات المتحدة وتصل الكثافة السكانية فيها 132.6 نسمة لكل كيلومتر مربع (343.4/ميل2).

## التركيبة السكانية
حدّد مكتب تعداد الولايات المتحدة بيانات التركيبة السكانية لدونكيرك في تعداد الولايات المتحدة. في ما يلي، التركيبة السكانية حسب تعدادي 2000 و2010.

### تعداد عام 2000
بلغ عدد سكان دونكيرك 2,363 نسمة بحسب تعداد عام 2000، وبلغ عدد الأسر 757 أسرة وعدد العائلات 681 عائلة مقيمة في المنطقة السكنية. في حين سجلت الكثافة السكانية 124.4 نسمة لكل كيلومتر مربع (322.2/ميل2). وبلغ عدد الوحدات السكنية 773 وحدة بمتوسط كثافة قدره 40.7 لكل كيلومتر مربع (105.4/ميل2).
وتوزع التركيب العرقي للمنطقة السكنية بنسبة 91.62% من البيض و5.97% من الأمريكيين الأفارقة و0.08% من الأمريكيين الأصليين و1.02% من الأمريكيين ذوي الأصول الآسيوية و0.25% من الأعراق الأخرى و1.06% من عرقين مختلطين أو أكثر و0.85% من الهسبانيون أو اللاتينيون من أي عرق.
بلغ عدد الأسر 757 أسرة كانت نسبة 45.2% منها لديها أطفال تحت سن الثامنة عشر تعيش معهم، وبلغت نسبة الأزواج القاطنين مع بعضهم البعض 80.2% من أصل المجموع الكلي للأسر، ونسبة 7.4% من الأسر كان لديها معيلات من الإناث دون وجود شريك،  بينما كانت نسبة 2.4% من الأسر لديها معيلون من الذكور دون وجود شريكة وكانت نسبة 10% من غير العائلات. تألفت نسبة 7.9% من أصل جميع الأسر من عدة أفراد يعيشون في نفس المنزل ونسبة 2.4% كانت تتألف من شخص يعيش بمفرده يبلغ من العمر 65 عاماً أو أكثر. وبلغ متوسط حجم الأسرة المعيشية 3.12، أما متوسط حجم العائلات فبلغ 3.28.
بلغ العمر الوسطي للسكان 39.3 عاماً. وكانت نسبة 29.1% من القاطنين تحت سن الثامنة عشر، وكانت نسبة 5.9% بين الثامنة عشر والرابعة والعشرين عاماً، ونسبة 25.8% كانت واقعةً في الفئة العمرية ما بين الخامسة والعشرين والرابعة والأربعين عاماً، ونسبة 31.3% كانت ما بين الخامسة والأربعين والرابعة والستين، ونسبة 7.9% كانت ضمن فئة الخامسة والستين عاماً فما فوق. يوجد لكل 100 أنثى 100.6 ذكر، ويوجد لكل 100 أنثى في الثامنة عشر من عمرها فما فوق 97.1 ذكر.
بلغ متوسط دخل الأسرة في المنطقة السكنية 100,868 دولارًا، أما متوسط دخل العائلة فبلغ 102,240 دولارًا. وكان متوسط دخل الذكور 57,900 دولارًا مقابل 41,025 دولارًا للإناث. وسجل دخل الفرد الخاص بالمنطقة السكنية 31,923 دولارًا. وكانت نسبة 0% من العائلات ونسبة 0.2% من السكان تحت خط الفقر، وكان من هؤلاء نسبة 0.7% تحت سن الثامنة عشر ونسبة 0% في الخامسة والستين من العمر وما فوق.

### تعداد عام 2010
بلغ عدد سكان دونكيرك 2,520 نسمة بحسب تعداد عام 2010، وبلغ عدد الأسر 852 أسرة وعدد العائلات 724 عائلة مقيمة في المنطقة السكنية. في حين سجلت الكثافة السكانية 132.6 نسمة لكل كيلومتر مربع (343.4/ميل2). وبلغ عدد الوحدات السكنية 871 وحدة بمتوسط كثافة قدره 45.8 لكل كيلومتر مربع (118.6/ميل2).
وتوزع التركيب العرقي للمنطقة السكنية بنسبة 88.61% من البيض و5.91% من الأمريكيين الأفارقة و0.24% من الأمريكيين الأصليين و1.79% من الأمريكيين ذوي الأصول الآسيوية و0.08% من سكان جزر المحيط الهادئ و0.32% من الأعراق الأخرى و3.06% من عرقين مختلطين أو أكثر و2.58% من الهسبانيون أو اللاتينيون من أي عرق.
بلغ عدد الأسر 852 أسرة كانت نسبة 40% منها لديها أطفال تحت سن الثامنة عشر تعيش معهم، وبلغت نسبة الأزواج القاطنين مع بعضهم البعض 73.4% من أصل المجموع الكلي للأسر، ونسبة 7.9% من الأسر كان لديها معيلات من الإناث دون وجود شريك،  بينما كانت نسبة 3.8% من الأسر لديها معيلون من الذكور دون وجود شريكة وكانت نسبة 15% من غير العائلات. تألفت نسبة 12.3% من أصل جميع الأسر من عدة أفراد يعيشون في نفس المنزل ونسبة 5.4% كانت تتألف من شخص يعيش بمفرده يبلغ من العمر 65 عاماً أو أكثر. وبلغ متوسط حجم الأسرة المعيشية 2.96، أما متوسط حجم العائلات فبلغ 3.19.
بلغ العمر الوسطي للسكان 43.9 عاماً. وكانت نسبة 26% من القاطنين تحت سن الثامنة عشر، وكانت نسبة 6.5% بين الثامنة عشر والرابعة والعشرين عاماً، ونسبة 19.4% كانت واقعةً في الفئة العمرية ما بين الخامسة والعشرين والرابعة والأربعين عاماً، ونسبة 34.7% كانت ما بين الخامسة والأربعين والرابعة والستين، ونسبة 13.4% كانت ضمن فئة الخامسة والستين عاماً فما فوق. وتوزع التركيب الجنسي للسكان بنسبة 50.5% ذكور و49.5% إناث.